# Подгорица при Шмарју
Подгорица при Шмарју (словен. Podgorica pri Šmarju) насеље северно од Шмарја - Сап у општини Гросупље, централна Словенија, покрајина Долењска. Општина припада регији Средишња Словенија.
Налази се на надморској висини 376,9 м, површине 1,18 км². Приликом пописа становништва 2002. године насеље је имало 86 становника.

## Име
Име Подгорица (под=испод Горица=Мала планина) буквално значи „испод мале планине“. Места са именима Подгорица (нпр. Подгорје, Подгора) су релативно честа у Словенији [3] Име насеља је промењено из Подгорица до Подгорица при Шмарју 1955. године. 